# Pseudopyrota
Pseudopyrota is een geslacht van kevers uit de familie oliekevers (Meloidae).
Het geslacht is voor het eerst wetenschappelijk beschreven in 1959 door Kaszab.

## Soorten
Het geslacht omvat de volgende soorten:
- Pseudopyrota ephemeris Selander, 1990
- Pseudopyrota lyttomeloides Selander, 1990
- Pseudopyrota riojanensis Pic, 1916
- Pseudopyrota sanguinithorax (Haag-Rutenberg, 1880)